# Нарукавна стрічка «Мец 1944»

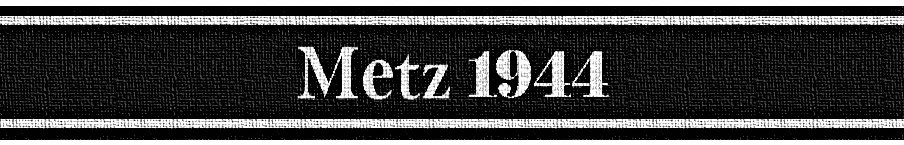
Нарукавна стрічка «Мец 1944»

Нарукавна стрічка «Мец 1944» (нім. Ärmelband Metz 1944) — нагорода Третього Рейху.

## Історія
Нагорода була заснована 24 жовтня 1944 року Адольфом Гітлером і Вільгельмом Кейтелем для відзначення бійців бойової групи «Зігрот», яка в період з 27 серпня до 22 листопада 1944 року обороняла від союзників французьку фортецю Мец. Також стрічка була дзнакою курсантів та інструкторів Піхотної школи Меца.
Точно невідомо, чи хтось отримав стрічку. Після війни деякі курсанти та інструктори школи стверджували, що нагорода була вписана в їхні особові справи, проте вони так і не отримали саму стрічку і нагородни сертифікат.

## Опис
Чорна стрічка з срібними краями і написом срібними нитками Metz 1944.
Нагорода повинна була носитись на лівому передпіліччі. Нагороджені функціонери НСДАП мали право носити стрічку на партійній уніформі.
Зустрічаються зразки стрічки, вишиті темними нитками, проте їхня оригінальність під сумнівом.

## Умови нагородження
Право на отримання стрічки мали, окрім курсантів та інструкторів Піхотної школи Меца, члени бойової групи «Зігрот», які брали участь в обороні Меца протягом хоча б 7 днів або отримали поранення в боях.